# Superbike-Weltmeisterschaft 2011
Die Superbike-WM-Saison 2011 war die 24. in der Geschichte der FIM-Superbike-Weltmeisterschaft. Bei 13 Veranstaltungen wurden 26 Rennen ausgetragen.

## Punkteverteilung
Weltmeister wird derjenige Fahrer beziehungsweise der Hersteller, der bis zum Saisonende die meisten Punkte in der Weltmeisterschaft angesammelt hat. Bei der Punkteverteilung werden die Platzierungen im Gesamtergebnis des jeweiligen Rennens berücksichtigt. Die fünfzehn erstplatzierten Fahrer jedes Rennens erhalten Punkte nach folgendem Schema:
| Punkteverteilung | Punkteverteilung | Punkteverteilung | Punkteverteilung | Punkteverteilung | Punkteverteilung | Punkteverteilung | Punkteverteilung | Punkteverteilung | Punkteverteilung | Punkteverteilung | Punkteverteilung | Punkteverteilung | Punkteverteilung | Punkteverteilung | Punkteverteilung |
| ---------------- | ---------------- | ---------------- | ---------------- | ---------------- | ---------------- | ---------------- | ---------------- | ---------------- | ---------------- | ---------------- | ---------------- | ---------------- | ---------------- | ---------------- | ---------------- |
| Platz            | 1                | 2                | 3                | 4                | 5                | 6                | 7                | 8                | 9                | 10               | 11               | 12               | 13               | 14               | 15               |
| Punkte           | 25               | 20               | 16               | 13               | 11               | 10               | 9                | 8                | 7                | 6                | 5                | 4                | 3                | 2                | 1                |

In die Wertung kamen alle erzielten Resultate.

## Wissenswertes
- Alle Piloten traten auf Pirelli-Einheitsreifen an.

## Rennergebnisse
|    | Datum  | Rennen         | Strecke          | Pole-Position  | Lauf | Platz 1        | Platz 2          | Platz 3          | Schn. Rennrunde  |
| -- | ------ | -------------- | ---------------- | -------------- | ---- | -------------- | ---------------- | ---------------- | ---------------- |
| 1  | 27.02. | Australien     | Phillip Island   | Carlos Checa   | 1    | Carlos Checa   | Max Biaggi       | Leon Haslam      | Max Biaggi       |
| 1  | 27.02. | Australien     | Phillip Island   | Carlos Checa   | 2    | Carlos Checa   | Max Biaggi       | Marco Melandri   | Max Biaggi       |
| 2  | 27.03. | Europa         | Donington        | Carlos Checa   | 1    | Marco Melandri | Jakub Smrž       | Carlos Checa     | Noriyuki Haga    |
| 2  | 27.03. | Europa         | Donington        | Carlos Checa   | 2    | Carlos Checa   | Marco Melandri   | Leon Camier      | Carlos Checa     |
| 3  | 17.04. | Niederlande    | Assen            | Carlos Checa   | 1    | Jonathan Rea   | Max Biaggi       | Carlos Checa     | Tom Sykes        |
| 3  | 17.04. | Niederlande    | Assen            | Carlos Checa   | 2    | Carlos Checa   | Max Biaggi       | Jonathan Rea     | Leon Camier      |
| 4  | 08.05. | Italien        | Monza            | Max Biaggi     | 1    | Eugene Laverty | Max Biaggi       | Leon Haslam      | Michel Fabrizio  |
| 4  | 08.05. | Italien        | Monza            | Max Biaggi     | 2    | Eugene Laverty | Marco Melandri   | Michel Fabrizio  | Max Biaggi       |
| 5  | 30.05. | USA            | Salt Lake City   | Carlos Checa   | 1    | Carlos Checa   | Jakub Smrž       | Sylvain Guintoli | Carlos Checa     |
| 5  | 30.05. | USA            | Salt Lake City   | Carlos Checa   | 2    | Carlos Checa   | Leon Camier      | Max Biaggi       | Carlos Checa     |
| 6  | 12.06. | San Marino     | Misano           | Tom Sykes      | 1    | Carlos Checa   | Max Biaggi       | Marco Melandri   | Carlos Checa     |
| 6  | 12.06. | San Marino     | Misano           | Tom Sykes      | 2    | Carlos Checa   | Max Biaggi       | Noriyuki Haga    | Max Biaggi       |
| 7  | 19.06. | Spanien        | Motorland Aragón | Marco Melandri | 1    | Marco Melandri | Max Biaggi       | Leon Camier      | Carlos Checa     |
| 7  | 19.06. | Spanien        | Motorland Aragón | Marco Melandri | 2    | Max Biaggi     | Marco Melandri   | Carlos Checa     | Marco Melandri   |
| 8  | 10.07. | Tschechien     | Brünn            | Max Biaggi     | 1    | Marco Melandri | Max Biaggi       | Carlos Checa     | Marco Melandri   |
| 8  | 10.07. | Tschechien     | Brünn            | Max Biaggi     | 2    | Max Biaggi     | Marco Melandri   | Carlos Checa     | Marco Melandri   |
| 9  | 31.07. | Großbritannien | Silverstone      | John Hopkins   | 1    | Carlos Checa   | Eugene Laverty   | Marco Melandri   | Carlos Checa     |
| 9  | 31.07. | Großbritannien | Silverstone      | John Hopkins   | 2    | Carlos Checa   | Eugene Laverty   | Marco Melandri   | Max Biaggi       |
| 10 | 04.09. | Deutschland    | Nürburgring      | Carlos Checa   | 1    | Carlos Checa   | Marco Melandri   | Noriyuki Haga    | Carlos Checa     |
| 10 | 04.09. | Deutschland    | Nürburgring      | Carlos Checa   | 2    | Tom Sykes      | Sylvain Guintoli | Jakub Smrž       | Noriyuki Haga    |
| 11 | 25.09. | Italien        | Imola            | Carlos Checa   | 1    | Jonathan Rea   | Noriyuki Haga    | Carlos Checa     | Noriyuki Haga    |
| 11 | 25.09. | Italien        | Imola            | Carlos Checa   | 2    | Carlos Checa   | Noriyuki Haga    | Leon Camier      | Carlos Checa     |
| 12 | 02.10. | Frankreich     | Magny-Cours      | Jonathan Rea   | 1    | Carlos Checa   | Marco Melandri   | Leon Haslam      | Carlos Checa     |
| 12 | 02.10. | Frankreich     | Magny-Cours      | Jonathan Rea   | 2    | Carlos Checa   | Marco Melandri   | Eugene Laverty   | Carlos Checa     |
| 13 | 16.10. | Portugal       | Portimão         | Jonathan Rea   | 1    | Carlos Checa   | Sylvain Guintoli | Jonathan Rea     | Sylvain Guintoli |
| 13 | 16.10. | Portugal       | Portimão         | Jonathan Rea   | 2    | Marco Melandri | Eugene Laverty   | Jonathan Rea     | Joan Lascorz     |

## Teams und Fahrer
| Nr. | Fahrer           | Team                           | Motorrad             | Reifen |
| --- | ---------------- | ------------------------------ | -------------------- | ------ |
| 1   | Max Biaggi       | Aprilia Alitalia Racing Team   | Aprilia RSV4 Factory | P      |
| 2   | Leon Camier      | Aprilia Alitalia Racing Team   | Aprilia RSV4 Factory | P      |
| 4   | Jonathan Rea     | Castrol Honda                  | Honda CBR 1000 RR    | P      |
| 7   | Carlos Checa     | Althea Racing                  | Ducati 1098R         | P      |
| 8   | Mark Aitchison   | Team Pedercini                 | Kawasaki ZX-10R      | P      |
| 11  | Troy Corser      | BMW Motorrad Motorsport        | BMW S 1000 RR        | P      |
| 12* | Joshua Waters    | Yoshimura Suzuki Racing Team   | Suzuki GSX-R1000 L1  | P      |
| 17  | Joan Lascorz     | Kawasaki Racing Team           | Kawasaki ZX-10R      | P      |
| 32* | Fabrizio Lai     | Echo Sport Racing Company      | Honda CBR 1000 RR    | P      |
| 33  | Marco Melandri   | Yamaha World Superbike Team    | Yamaha YZF-R1        | P      |
| 37  | Barry Veneman    | BMW Motorrad Italia SBK Team   | BMW S 1000 RR        | P      |
| 41  | Noriyuki Haga    | PATA Racing Team Aprilia       | Aprilia RSV4 Factory | P      |
| 44  | Roberto Rolfo    | Team Pedercini                 | Kawasaki ZX-10R      | P      |
| 50  | Sylvain Guintoli | Team Effenbert-Liberty Racing  | Ducati 1098R         | P      |
| 52  | James Toseland   | BMW Motorrad Italia SBK Team   | BMW S 1000 RR        | P      |
| 58  | Eugene Laverty   | Yamaha World Superbike Team    | Yamaha YZF-R1        | P      |
| 66  | Tom Sykes        | Kawasaki Racing Team Superbike | Kawasaki ZX-10R      | P      |
| 67* | Bryan Staring    | Team Pedercini                 | Kawasaki ZX-10R      | P      |
| 77  | Chris Vermeulen  | Kawasaki Racing Team           | Kawasaki ZX-10R      | P      |
| 84  | Michel Fabrizio  | Team Suzuki Alstare            | Suzuki GSX-R1000 L1  | P      |
| 86  | Ayrton Badovini  | BMW Motorrad Italia SBK Team   | BMW S 1000 RR        | P      |
| 91  | Leon Haslam      | BMW Motorrad Motorsport        | BMW S 1000 RR        | P      |
| 96  | Jakub Smrž       | Team Effenbert-Liberty Racing  | Ducati 1098R         | P      |
| 111 | Rubén Xaus       | Castrol Honda                  | Honda CBR1000RR      | P      |
| 121 | Maxime Berger    | Supersonic Racing Team         | Ducati 1098R         | P      |

| Legende         |
| --------------- |
| Stammfahrer     |
| Wildcard-Fahrer |
| Ersatzfahrer    |

## Fahrerwertung
| Rang | Fahrer            | Motorrad | Australien | Australien | Europa | Europa | Niederlande | Niederlande | Italien | Italien | Vereinigte Staaten | Vereinigte Staaten | San Marino | San Marino | Spanien | Spanien | Tschechien | Tschechien | Vereinigtes Konigreich | Vereinigtes Konigreich | Deutschland | Deutschland | Italien | Italien | Frankreich | Frankreich | Portugal | Portugal | Punkte |
| Rang | Fahrer            | Motorrad | 010        | 020        | 010    | 020    | 010         | 020         | 010     | 020     | 010                | 020                | 010        | 020        | 010     | 020     | 010        | 020        | 010                    | 020                    | 010         | 020         | 010     | 020     | 010        | 020        | 010      | 020      | Punkte |
| ---- | ----------------- | -------- | ---------- | ---------- | ------ | ------ | ----------- | ----------- | ------- | ------- | ------------------ | ------------------ | ---------- | ---------- | ------- | ------- | ---------- | ---------- | ---------------------- | ---------------------- | ----------- | ----------- | ------- | ------- | ---------- | ---------- | -------- | -------- | ------ |
| 1    | Carlos Checa      | Ducati   | 25         | 25         | 16     | 25     | 16          | 25          | 7       | 6       | 25                 | 25                 | 25         | 25         | Ret     | 16      | 16         | 16         | 25                     | 25                     | 25          | 8           | 16      | 25      | 25         | 25         | 25       | 13       | 505    |
| 2    | Marco Melandri    | Yamaha   | 11         | 16         | 25     | 20     | 13          | Ret         | 13      | 20      | 6                  | 10                 | 16         | Ret        | 25      | 20      | 25         | 20         | 16                     | 16                     | 20          | 10          | 8       | 10      | 20         | 20         | 10       | 25       | 395    |
| 3    | Max Biaggi        | Aprilia  | 20         | 20         | 9      | DQ     | 20          | 20          | 20      | 8       | Ret                | 16                 | 20         | 20         | 20      | 25      | 20         | 25         | 5                      | 13                     | DNS         | DNS         | Inj     | Inj     | Inj        | Inj        | 13       | 9        | 303    |
| 4    | Eugene Laverty    | Yamaha   | 13         | 1          | Ret    | 2      | 9           | 10          | 25      | 25      | 11                 | 13                 | 11         | 3          | 13      | 10      | 11         | 11         | 20                     | 20                     | 13          | 11          | 11      | 13      | 11         | 16         | 0        | 20       | 303    |
| 5    | Leon Haslam       | BMW      | 16         | 11         | 13     | 13     | 4           | 11          | 16      | Ret     | 8                  | 3                  | Ret        | 11         | 7       | 7       | 8          | 9          | 13                     | 8                      | 11          | 7           | Ret     | 11      | 16         | 13         | 7        | 1        | 224    |
| 6    | Sylvain Guintoli  | Ducati   | Ret        | DNS        | 5      | 5      | Ret         | 6           | 4       | 9       | 16                 | 9                  | 9          | 9          | 5       | 5       | 0          | 7          | 10                     | 10                     | 10          | 20          | 10      | 9       | 10         | 11         | 20       | 11       | 210    |
| 7    | Leon Camier       | Aprilia  | 3          | 10         | 8      | 16     | Ret         | 13          | 8       | Ret     | 13                 | 20                 | 10         | Ret        | 16      | 8       | 9          | Ret        | 1                      | 11                     | 8           | Ret         | 1       | 16      | 13         | 10         | 4        | 10       | 208    |
| 8    | Noriyuki Haga     | Aprilia  | 7          | 9          | 10     | 0      | Ret         | 8           | 0       | 13      | 7                  | Ret                | Ret        | 16         | 10      | 9       | 4          | 6          | Ret                    | Ret                    | 16          | Ret         | 20      | 20      | 9          | 6          | 1        | 5        | 176    |
| 9    | Jonathan Rea      | Honda    | 4          | 13         | 11     | 10     | 25          | 16          | 10      | Ret     | Ret                | 5                  | DNS        | DNS        | Inj     | Inj     | Inj        | Inj        | Inj                    | Inj                    | 6           | 13          | 25      | Ret     | Ret        | Ret        | 16       | 16       | 170    |
| 10   | Ayrton Badovini   | BMW      | 2          | Ret        | 3      | 7      | 7           | 1           | 5       | 10      | 9                  | 7                  | 8          | 13         | 8       | 6       | 10         | 10         | 6                      | 6                      | 7           | 9           | 7       | 6       | Ret        | 8          | 3        | 7        | 165    |
| 11   | Joan Lascorz      | Kawasaki | Ret        | Ret        | 6      | 11     | 5           | 4           | Ret     | 7       | 2                  | 4                  | 7          | 7          | 9       | 11      | 7          | 8          | 9                      | Ret                    | 9           | 5           | 6       | 8       | 8          | 9          | 11       | 8        | 161    |
| 12   | Michel Fabrizio   | Suzuki   | 10         | 8          | Ret    | 9      | 11          | 9           | 11      | 16      | Ret                | 11                 | Ret        | 10         | Ret     | 13      | 13         | 13         | Ret                    | 7                      | 0           | Ret         | Ret     | Ret     | 4          | Ret        | 5        | 2        | 152    |
| 13   | Tom Sykes         | Kawasaki | 8          | 7          | Ret    | 4      | 2           | 5           | 3       | 5       | 10                 | 6                  | 13         | 2          | 11      | Ret     | 6          | 2          | DNS                    | DNS                    | 5           | 25          | 13      | Ret     | 6          | Ret        | 8        | Ret      | 141    |
| 14   | Jakub Smrž        | Ducati   | 9          | 5          | 20     | 8      | Ret         | 7           | 6       | Ret     | 20                 | 8                  | Ret        | Ret        | Ret     | Ret     | 5          | Ret        | Ret                    | 5                      | Ret         | 16          | 9       | Ret     | Ret        | DNS        | 6        | 3        | 127    |
| 15   | Troy Corser       | BMW      | 6          | 0          | 7      | 3      | 10          | Ret         | 9       | 11      | 3                  | Ret                | Ret        | DNS        | 6       | Ret     |            |            | 7                      | Ret                    | 1           | 4           | 4       | Ret     | 7          | 7          | 2        | 0        | 87     |
| 16   | Maxime Berger     | Ducati   | 0          | 0          | Ret    | Ret    | Ret         | 3           | 2       | Ret     | 5                  | 2                  | 6          | Ret        | 3       | Ret     | 3          | Ret        | 8                      | 4                      | Ret         | 6           | Ret     | 3       | Ret        | 4          | 9        | 6        | 64     |
| 17   | Rubén Xaus        | Honda    | 0          | 6          | 4      | 6      | 8           | 2           | 1       | 4       | Ret                | 0                  | 5          | 8          | 0       | Ret     | Ret        | DNS        |                        |                        |             |             | 0       | 5       | DNS        | DNS        |          |          | 49     |
| 18   | Roberto Rolfo     | Kawasaki | 5          | 4          | 2      | 1      | Ret         | 0           | Ret     | 3       | 0                  | 0                  | Ret        | 4          | 2       | 3       | 2          | 5          | 3                      | Ret                    | 2           | 3           | 0       | Ret     | 3          | Ret        |          |          | 42     |
| 19   | Mark Aitchison    | Kawasaki | 0          | 0          | 1      | 0      | 6           | 0           | 0       | 2       | 0                  | 0                  | Ret        | Ret        | 1       | 4       | 0          | 4          | Ret                    | 2                      | 4           | Ret         | 5       | 7       | Ret        | Ret        | 0        | 0        | 36     |
| 20   | John Hopkins      | Suzuki   |            |            |        |        |             |             |         |         |                    |                    |            |            |         |         |            |            | 11                     | 9                      |             |             |         |         |            |            |          |          | 20     |
| 21   | Chris Vermeulen   | Kawasaki |            |            | DNS    | DNS    | Ret         | DNS         | DNS     | DNS     |                    |                    | 2          | 6          | 4       | 2       | 0          | DNS        |                        |                        |             |             |         |         |            |            |          |          | 14     |
| 22   | James Toseland    | BMW      | 0          | 2          |        |        |             |             | DNS     | DNS     | 1                  | DNS                |            |            |         |         | WD         | WD         | 4                      | 3                      | 3           | Ret         |         |         |            |            |          |          | 13     |
| 23   | Javier Forés      | BMW      |            |            |        |        |             |             |         |         |                    |                    |            |            |         |         |            |            |                        |                        |             |             | Ret     | 2       | 5          | 5          | Ret      | 0        | 12     |
| 24   | Lorenzo Lanzi     | BMW      |            |            |        |        |             |             |         |         |                    |                    | 1          | 5          | Ret     | 1       | 0          | 3          |                        |                        |             |             |         |         |            |            |          |          | 10     |
| 25   | Joshua Waters     | Suzuki   | 0          | 3          |        |        |             |             |         |         | 4                  | 1                  |            |            |         |         |            |            |                        |                        |             |             |         |         |            |            | 0        | 0        | 8      |
| 26   | Federico Sandi    | Ducati   |            |            |        |        |             |             |         |         |                    |                    |            |            |         |         |            |            |                        |                        |             |             | 3       | 4       |            |            |          |          | 7      |
| 27   | Alessandro Polita | Ducati   |            |            |        |        |             |             |         |         |                    |                    | 3          | Ret        |         |         |            |            |                        |                        |             |             | 2       | Ret     |            |            |          |          | 5      |
| 28   | Matteo Baiocco    | Ducati   |            |            |        |        |             |             |         |         |                    |                    | 4          | Ret        |         |         | Ret        | Ret        |                        |                        |             |             | 0       | Ret     |            |            |          |          | 4      |
| 29   | Davide Giugliano  | Ducati   |            |            |        |        |             |             |         |         |                    |                    |            |            |         |         |            |            |                        |                        |             |             |         |         |            |            | 0        | 4        | 4      |
| 30   | Barry Veneman     | BMW      |            |            |        |        | 3           | 0           |         |         |                    |                    |            |            |         |         |            |            |                        |                        |             |             |         |         |            |            |          |          | 3      |
| 31   | Jon Kirkham       | Suzuki   |            |            |        |        |             |             |         |         |                    |                    |            |            |         |         |            |            | 2                      | 1                      |             |             |         |         |            |            |          |          | 3      |
| 32   | Fabrizio Lai      | Honda    |            |            |        |        |             |             | 0       | 1       |                    |                    |            |            |         |         |            |            | Ret                    | 0                      |             |             |         |         |            |            |          |          | 1      |
| 33   | Bryan Staring     | Kawasaki | 1          | 0          |        |        |             |             |         |         |                    |                    |            |            |         |         |            |            |                        |                        |             |             |         |         |            |            |          |          | 1      |
| 34   | Viktor Kispataki  | Honda    |            |            |        |        |             |             |         |         |                    |                    |            |            |         |         | 0          | 1          |                        |                        |             |             |         |         |            |            |          |          | 1      |
| 35   | Alex Lowes        | Honda    |            |            |        |        |             |             |         |         |                    |                    |            |            |         |         | 1          | Ret        | Ret                    | Ret                    |             |             |         |         |            |            |          |          | 1      |
|      | Karl Muggeridge   | Honda    |            |            |        |        |             |             |         |         |                    |                    |            |            |         |         |            |            |                        |                        |             |             |         |         |            |            | 0        | 0        | 0      |
|      | Makoto Tamada     | Honda    |            |            |        |        |             |             |         |         |                    |                    |            |            |         |         |            |            |                        |                        | 0           | Ret         |         |         |            |            |          |          | 0      |
|      | Santiago Barragán | Kawasaki |            |            |        |        |             |             |         |         |                    |                    |            |            |         |         |            |            |                        |                        |             |             |         |         |            |            | 0        | Ret      | 0      |
| Rang | Fahrer            | Motorrad | Australien | Australien | Europa | Europa | Niederlande | Niederlande | Italien | Italien | Vereinigte Staaten | Vereinigte Staaten | San Marino | San Marino | Spanien | Spanien | Tschechien | Tschechien | Vereinigtes Konigreich | Vereinigtes Konigreich | Deutschland | Deutschland | Italien | Italien | Frankreich | Frankreich | Portugal | Portugal | Punkte |
| Rang | Fahrer            | Motorrad | 1          | 2          | 1      | 2      | 1           | 2           | 1       | 2       | 1                  | 2                  | 1          | 2          | 1       | 2       | 1          | 2          | 1                      | 2                      | 1           | 2           | 1       | 2       | 1          | 2          | 1        | 2        | Punkte |

| Farbe    | Resultat                                  |
| -------- | ----------------------------------------- |
| Gold     | Sieger                                    |
| Silber   | Zweiter                                   |
| Bronze   | Dritter                                   |
| Grün     | im Ziel mit Punkten                       |
| Blau     | im Ziel ohne Punkte                       |
| Violett  | nicht im Ziel (Ret)                       |
| Rosa     | nicht qualifiziert (DNQ)                  |
| Schwarz  | disqualifiziert (DQ)                      |
| Azurblau | Rennen wurde als Regenrennen gestartet    |
| keine    | nicht teilgenommen                        |
| keine    | nicht teilgenommen wegen Verletzung (Inj) |
| keine    | nicht an den Start gegangen (DNS)         |
| keine    | Rennen wurde annulliert (Ann.)            |
| keine    | ausgeschlossen (EX)                       |

## Konstrukteurswertung
| 1 | Ducati   | 529 |
| 2 | Yamaha   | 450 |
| 3 | Aprilia  | 422 |
| 4 | BMW      | 275 |
| 5 | Kawasaki | 228 |
| 6 | Honda    | 194 |
| 7 | Suzuki   | 169 |